# Estación Aeronaval de Isla María Madre
La Estación Aeronaval de Isla María Madre (Código ICAO MM40 - Código FAA: MMH1) es un aeropuerto militar exclusivo de la Armada de México y la Aviación Naval Mexicana ubicado en Puerto Balleto en las Islas Marías, Nayarit, México. 

## Información
Cuenta con una pista de aterrizaje sin iluminar con dirección 01/19 de 1400 metros de largo y 28 metros de ancho además de una pequeña plataforma de aviación de 4,800 metros cuadrados adyacente a la pista. El aeropuerto sólo se usaba para el traslado de internos de la antigua colonia penal de las Islas Marías.

## Aerolíneas y destinos

### Pasajeros
| Destinos por aerolínea                             | Destinos por aerolínea | Destinos por aerolínea | Destinos por aerolínea |
| Aerolínea                                          | Destinos               |                        |                        |
| -------------------------------------------------- | ---------------------- | ---------------------- | ---------------------- |
| Aéreo Servicio Guerrero                            | Estacional: Tepic      |                        |                        |
| Total:1 destino (nacional), 1 aerolínea (nacional) |                        |                        |                        |

### Destinos nacionales
Se brinda servicio a 1 ciudad dentro del país por medio de 1 aerolínea.
| Tepic (TPQ) | • |   | 1 |
| Total       | 1 | 0 | 1 |